# Тонкая структура спектров поглощения рентгеновских лучей
Тонкая структура спектров поглощения рентгеновских лучей (англ. X-ray absorption fine structure сокр., XAFS) — осцилляции зависимости коэффициента поглощения вещества от энергии поглощаемого электромагнитного излучения. Под термином XAFS часто подразумевают XAFS-спектроскопию.

## Описание

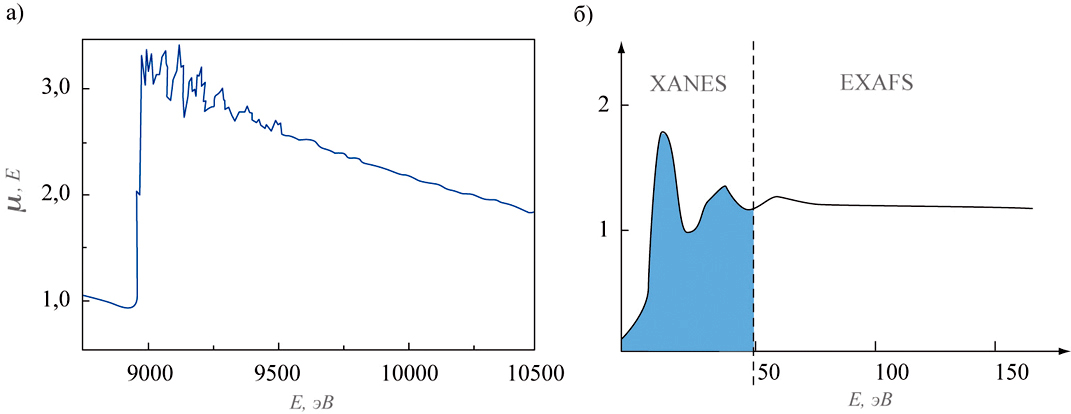
а — Пример скачкообразного увеличения поглощения в XAFS спектре. Порог возбуждения находится около 9000 эВ. б — Пример разделения спектра XAFS на XANES и EXAFS. По горизонтальной оси отложена энергия рентгеновского излучения относительно порога возбуждения.

В современном понимании название XAFS объединяет обозначения нескольких участков спектра поглощения рентгеновского излучения вблизи скачка поглощения, вызванного фотоэффектом: область XANES, иногда называемую NEXAFS (англ. near edge X-ray absorption fine structure — околопороговая тонкая структура рентгеновского спектра поглощения), ограниченную энергетическим интервалом ±(30–50) эВ относительно энергии порога возбуждения (скачка), и область EXAFS (англ. extended X-ray absorption fine structure — протяжённая тонкая структура рентгеновского спектра поглощения), расположенную выше скачка поглощения и простирающуюся в интервале приблизительно от 30 эВ до 1500–2000 эВ относительно порога возбуждения. Условное деление спектра на эти области вызвано необходимостью использования разных физических приближений для их описания.
Поглощение рентгеновского излучения веществом связано со взаимодействием фотонов с электронами внутренних оболочек атома. В результате такого взаимодействия происходит выбивание электронов из атома, что приводит к резкому возрастанию поглощения рентгеновского излучения (скачку) при превышении энергией фотонов энергии связи электрона с ядром (порога возбуждения). Порог возбуждения является характеристической величиной для каждого химического элемента, что позволяет однозначно определять химический элемент по положению порога возбуждения.
XAFS, или XAFS-спектроскопия, позволяет получить информацию о природе, количестве и расположении соседних атомов по отношению к исследуемому атому как в первой, так и в более далеких координационных сферах. В связи с этим XAFS-спектроскопия применяется для структурного анализа наряду с дифракционным рентгеноструктурным анализом. При этом она обладает целым рядом дополнительных преимуществ, давая возможность проводить изучение веществ в любом агрегатном состоянии, исследование веществ сложного химического состава, включая случаи, когда концентрация исследуемых атомов мала (например, примеси в сплавах, катализаторы, активные центры в ферментах, анализ загрязнений окружающей среды), а также изучать динамику превращений при химических реакциях и внешних воздействиях. Развитие XAFS-спектроскопии связано с появлением источников синхротронного излучения, без которого ее экспериментальная реализация была бы весьма проблематичной, поскольку XAFS спектры измеряют в интервале энергий рентгеновского излучения 1–100 кэВ.

## Источник
- Фетисов Г. В. Синхротронное излучение. Методы исследования структуры веществ. — М.: Физматлит, 2007. — 672 с.